# 149951 Hildakowalski
149951 Hildakowalski è un asteroide della fascia principale. Scoperto nel 2005, presenta un'orbita caratterizzata da un semiasse maggiore pari a 2,3490640 UA e da un'eccentricità di 0,1519949, inclinata di 6,44914° rispetto all'eclittica.